# Globale Verantwortung – Arbeitsgemeinschaft für Entwicklung und Humanitäre Hilfe
Die AG Globale Verantwortung ist die Interessenvertretung von derzeit 38 österreichischen Nichtregierungsorganisationen, die in den Bereichen Entwicklungszusammenarbeit, entwicklungspolitische Inlandsarbeit (Bildungs-, Kultur- und Öffentlichkeitsarbeit, Anwaltschaft, Lobbying und Kampagnenarbeit in Österreich und Europa), Humanitäre Hilfe sowie nachhaltige globale wirtschaftliche, soziale und ökologische Entwicklung tätig sind. Der Dachverband vertritt die Mitgliedsorganisationen beim europäischen Dachverband CONCORD (European NGO Confederation for Relief and Development).
Die Mitgliedsorganisationen führen mit Partnerorganisationen rund 1.000 Projekte in über 120 Ländern sowie entwicklungspolitische Inlandsarbeit und Bildung in Österreich durch. Ihre Mittel, die sie für Entwicklungszusammenarbeit, Humanitäre Hilfe sowie entwicklungspolitische Inlandsarbeit und Bildung einsetzen, stammen aus Mitteln der Österreichischen Entwicklungszusammenarbeit (OEZA), der Europäischen Union sowie aus privaten Spenden der österreichischen Bevölkerung.

## Organisation und Mitglieder
Der Verband ist als Verein organisiert, dessen Vorstand aus neun Mitgliedsorganisationen gebildet wird.
Die Koordinierungsstelle der Österreichischen Bischofskonferenz für internationale Entwicklung und Mission (KOO) und die Österreichische Forschungsstiftung für Internationale Entwicklung (ÖFSE) sind Kooperationspartnerinnen der AG Globale Verantwortung.
Ordentliche Mitglieder können juristische Personen werden, die schriftlich ihr Einverständnis mit dem Leitbild und dem Zweck des Vereins und ihre Bereitschaft zur Mitarbeit erklären, die sich an der Vereinsarbeit beteiligen und die Ziele des Vereins durch Leistung des Mitgliedsbeitrages unterstützen. Voraussetzung für die ordentliche Mitgliedschaft ist, dass die juristische Person über entsprechende Erfahrung in folgenden Bereichen verfügt: Entwicklungspolitik, Entwicklungszusammenarbeit, Entwicklungspolitische Inlandsarbeit (in Österreich und Europa), Entwicklungsforschung, Humanitärer Hilfe sowie nachhaltige, soziale, wirtschaftliche und ökologische Entwicklung.

### Mitgliedsorganisationen
- ADRA Österreich
- Aktion Regen
- Arbeiter-Samariter-Bund Österreichs
- BRAVEAURORA
- CARE Österreich
- Caritas Österreich
- Chay Ya Austria
- CONCORDIA Sozialprojekte
- Diakonie ACT Austria gem. GmbH
- Dreikönigsaktion
- Fairtrade Österreich
- FIAN Österreich
- Hilfswerk International
- HOPE’87
- HORIZONT3000
- ICEP – Verein für globale Entwicklung
- ICT4D.at – Austrian Network for Information and Communication Technologies for Development
- IUFE – Institut für Umwelt – Friede – Entwicklung (assoziiertes Mitglied)
- IZ – Verein zur Förderung von Vielfalt, Dialog und Bildung
- Jugend Eine Welt – Don Bosco Entwicklungszusammenarbeit
- Katholische Frauenbewegung Österreich
- Klimabündnis Österreich
- LICHT FÜR DIE WELT
- Oikocredit Austria (assoziiertes Mitglied)
- Österreichisches Rotes Kreuz
- Plan International Österreich
- Red Noses International
- SOL – Menschen für Solidarität, Ökologie und Lebensstil
- SOS-Kinderdorf Österreich
- Südwind Verein für Entwicklungspolitik und globale Gerechtigkeit
- Tierärzte ohne Grenzen (assoziiertes Mitglied)
- VIDC – Vienna Institute for International Dialogue and Cooperation
- Volkshilfe Solidarität
- Welthaus Graz
- Welthaus Linz
- Welthaus Wien (assoziiertes Mitglied)
- WIDE – Entwicklungspolitisches Netzwerk für Frauenrechte und Feministische Perspektiven (assoziiertes Mitglied)
- World Vision Österreich

## Geschichte
Der Verband wurde am 13. Dezember 2007 als Nachfolgeorganisation der AGEZ – Arbeitsgemeinschaft für Entwicklungszusammenarbeit und der Österreichischen EU-Plattform gegründet. Er baut somit auf rund 20 Jahren Expertise und Erfahrung in Vernetzung, Meinungsbildung sowie anwaltschaftlicher Arbeit auf. Durch die Öffnung des neuen Dachverbands für jene Organisationen, die Humanitäre Hilfe leisten, gelang in Österreich erstmals der Brückenschlag zwischen kurzfristiger, akuter Auslandskatastrophenhilfe und langfristig angelegter Entwicklungszusammenarbeit. Im „Kontinuum der Hilfe“ greifen beide Bereiche ineinander. Diese systemische Verbundenheit setzt sich im Zusammenschluss zu einer gemeinsamen Interessenvertretung fort.

## Zielsetzungen und Arbeitsbereiche
Als politische Interessenvertretung tritt der Verein dafür ein, dass die österreichische, europäische und internationale Politik im Interesse der am meisten benachteiligten Menschen solidarisch gestaltet wird. Sie setzt sich für Chancengleichheit bzw. Teilhabegerechtigkeit, eine gerechte globale Verteilung der Güter, eine friedvolle Entwicklung sowie die Erhaltung der natürlichen Lebensgrundlagen ein. Humanität und die Durchsetzung der politischen, sozialen, kulturellen und wirtschaftlichen Menschenrechte bilden den Handlungsrahmen für die Erreichung und Umsetzung jeglicher Zielsetzungen und entsprechender Aktivitäten. Überparteilichkeit und Unabhängigkeit gewährleisten Entscheidungs- und Handlungsfähigkeit.

### Arbeitsschwerpunkte
- Meinungsbildung und Positionierung zu entwicklungspolitischen und humanitären Themen
- Anwaltschaft, Lobby-, Informations- und Medienarbeit
- Steigerung der öffentlichen Wahrnehmung entwicklungspolitischer Themen und humanitärer Agenden
- Erweitertes Verständnis für die Zusammenhänge zwischen Entwicklungszusammenarbeit und Humanitärer Hilfe
- Sicherung bzw. Steigerung des Stellenwerts zivilgesellschaftlicher Organisationen
- Informationsaufbereitung für die Mitgliedsorganisationen
- Koordinierte Stellungnahmen und Begutachtungen